# Липлейка (приток Сухого Широкоиса)
Липлейка — река в России, протекает в Иссинском районе Пензенской области. Устье реки находится в 18 км по левому берегу реки Сухой Широкоис. Длина реки составляет 10 км.
Исток реки у деревни Ивановка близ границы с Мордовией в 18 км к юго-западу от посёлка Исса. Река течёт на северо-восток, впадает в Сухой Широкоис в селе Уварово. Выше села на реке плотина и запруда.

## Данные водного реестра
По данным государственного водного реестра России относится к Окскому бассейновому округу, водохозяйственный участок реки — Мокша от истока до водомерного поста города Темников, речной подбассейн реки — Мокша. Речной бассейн реки — Ока.
Код объекта в государственном водном реестре — 09010200112110000027339.